# Hubert Chmielak
Hubert Chmielak (ur. 19 czerwca 1989 w Suwałkach) – polski lekkoatleta specjalizujący się w rzucie oszczepem. 
Finalista uniwersjady w 2015 roku. Reprezentant kraju w drużynowych mistrzostw Europy i zimowym pucharze Europy w rzutach lekkoatletycznych. 
Stawał na podium mistrzostw Polski seniorów zdobywając jeden złoty medal (Toruń 2013).  Medalista mistrzostw Polski Akademickiego Związku Sportowego.
Rekord życiowy: 82,58 (19 września 2014, Kołobrzeg).

## Osiągnięcia
| Rok  | Impreza                                 | Miejsce    | Pozycja        | Wynik |
| ---- | --------------------------------------- | ---------- | -------------- | ----- |
| 2011 | Zimowy puchar Europy w rzutach          | Sofia      | 5. miejsce U23 | 73,98 |
| 2014 | Zimowy puchar Europy w rzutach          | Leiria     | 8. miejsce     | 77,61 |
| 2015 | Superliga drużynowych mistrzostw Europy | Czeboksary | 5. miejsce     | 76,87 |
| 2015 | Uniwersjada                             | Gwangju    | 5. miejsce     | 78,96 |
| 2017 | Superliga drużynowych mistrzostw Europy | Lille      | 5. miejsce     | 75,81 |
| 2018 | Puchar Europy w rzutach                 | Leiria     | 6. miejsce     | 76,03 |